# Eupompha viridis
Eupompha viridis är en skalbaggsart som beskrevs av Horn 1883. Eupompha viridis ingår i släktet Eupompha och familjen oljebaggar. Inga underarter finns listade i Catalogue of Life.